# Calixtus Kern

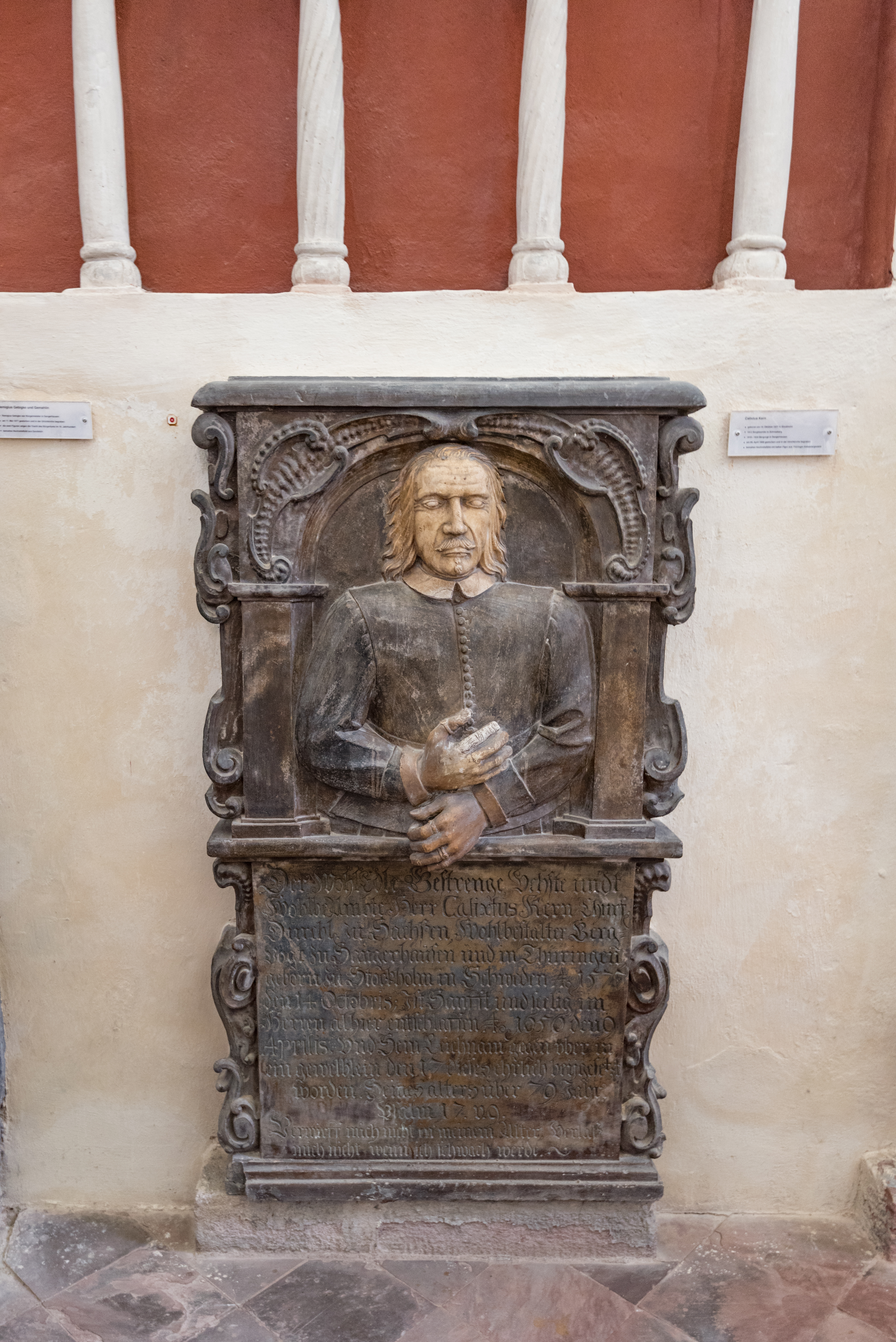
Epitaph des Calixtus Kern in der Kirche St. Ulrici in Sangerhausen

Calixtus Kern (* 15. Oktober 1577 in Stockholm, Königreich Schweden; † 9. April 1656 in Sangerhausen, Kurfürstentum Sachsen) war ein kursächsischer Bergbeamter. Er war Bergvogt in Sangerhausen.

## Leben
Calixtus Kern stammte aus Schweden und kam Anfang des 17. Jahrhunderts in das Kurfürstentum Sachsen. Zuerst ließ er sich in der Bergstadt Schneeberg im sächsischen Erzgebirge nieder, wo er 1612 nachweisbar ist, aber nicht heimisch wurde.
In Leipzig erfolgte am 16. Januar 1619 seine Ernennung zum Bergvogt des Kurfürsten von Sachsen. Er wurde in der Amtsstadt Sangerhausen eingesetzt. Dort war er für die Einhaltung des herrschaftlichen Bergregals und die Einnahme des Bergzehnts für den Kurfürsten von Sachsen zuständig.
Zu seinem Lebensmittelpunkt wählte er sich den kleinen Ort Pölsfeld bei Sangerhausen. Dort ließ er sich in der Kirche einen eigenen Kirchenstuhl errichten. Im Dreißigjährigen Krieg musste er mehrere Plünderungen des Sangerhäuser Berg- und Hüttenwerkes sowie seines eigenen Hausrates miterleben. 1634 zog er endgültig nach Sangerhausen, nachdem er dort ein Freigut in der Magdeburger Straße käuflich erworben hatte.
Er wurde am 17. April 1656 in der Kirche St. Ulrici in Sangerhausen beigesetzt. Die Grabplatte mit bildlichem Halbrelief hat sich bis heute erhalten.

## Familie
Calixtus Kern war der Sohn des königlich-schwedischen Hauptmann von Uppsala, Filip Kern und dessen Frau Karin Göransdottir Ekeblad. Er heiratete 1627 im kurfürstlichen Wohnhaus an der Schmelzhütte vor Sangerhausen. Seine Ehefrau war Barbara geborene Brenckenhoff.